# بیب لاندن
بیب لاندن (انگلیسی: Babe London؛ ‏ ۲۸ اوت ۱۹۰۱ – ۲۹ نوامبر ۱۹۸۰) بازیگر اهل ایالات متحده آمریکا بود.
از فیلم‌ها یا برنامه‌های تلویزیونی که وی در آن نقش داشته‌است می‌توان به شیفته بالون ، همه‌فن‌حریف، ماه نو، ساعت، گودال مار، ژان دارک، به غرب برو، بیداری، خوشی یک روز، همسر ما، شلوار بلند و وصله ناجور مهمانی آخر هفته اشاره کرد.